# Неупокоева (деревня)
Неупокоева — деревня в Талицком городском округе Свердловской области, Россия.

## Географическое положение
Деревня Неупокоева муниципального образования «Талицкого городского округа» Свердловской области находится в 25 километрах (по автотрассе в 33 километрах) к востоку-юго-востоку от города Талица, на левом берегу реки Рамыль (левый приток реки Беляковка, бассейн реки Пышма).

## История деревни
В начале XX века в деревне все были православными крестьянами, которые занимались земледелием.

## Часовня
В начале XX века в деревне имелась часовня, освященная во имя святых мучеников Флора и Лавра.

## Школа
В 1898 году была организована церковно-приходская школа. 

## Население
| 2002 | 2010 | 2021 |
| ---- | ---- | ---- |
| 57   | ↘33  | ↘14  |